# 格拉茨医科大学
格拉茨医科大学是一所位于奥地利格拉茨的公立医科大学。

## 历史

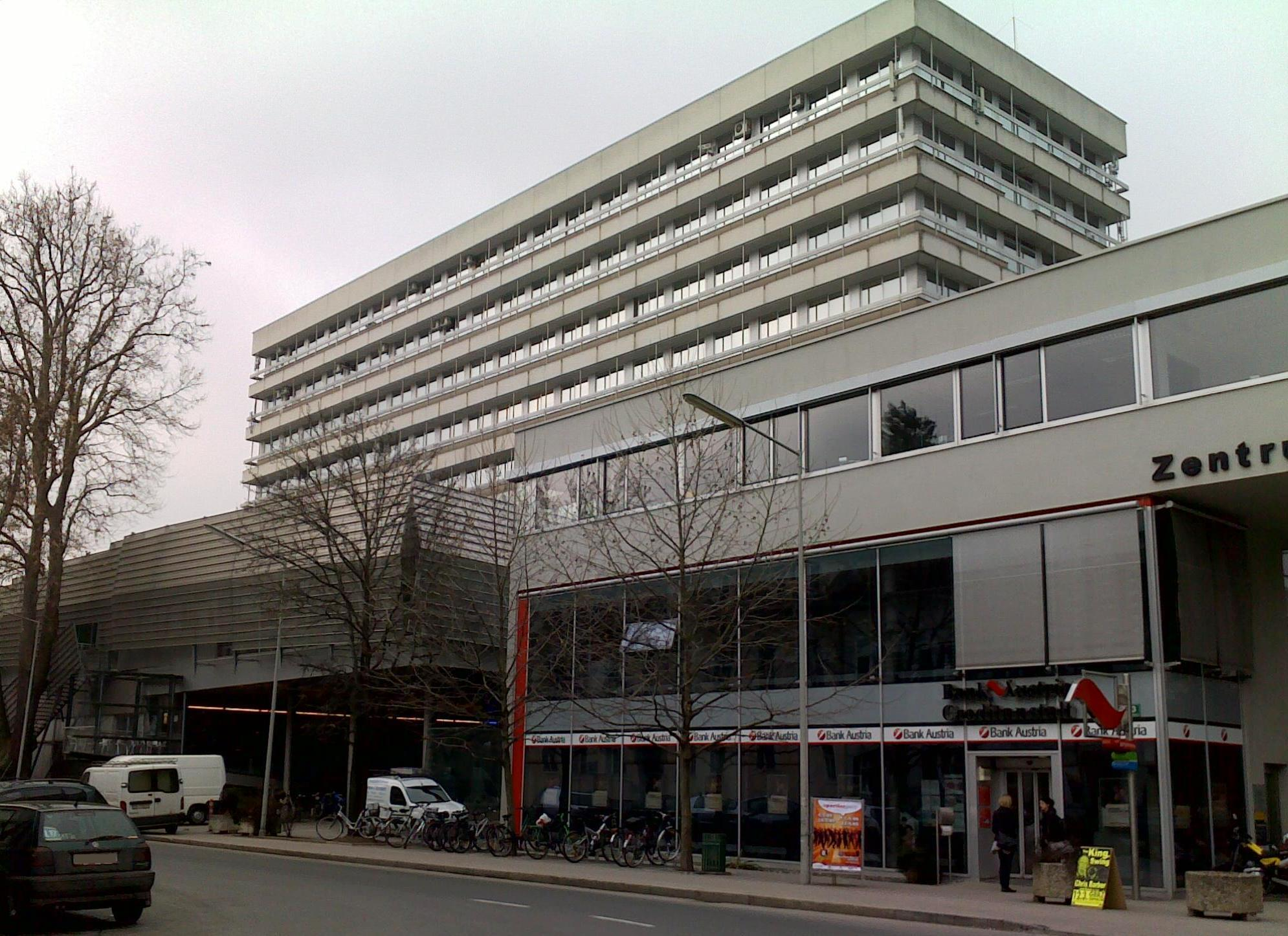
格拉茨医科大学主楼

该校原为格拉茨大学的医学院，由弗朗茨约瑟夫一世于1863年成立。2004年，独立为医科大学。

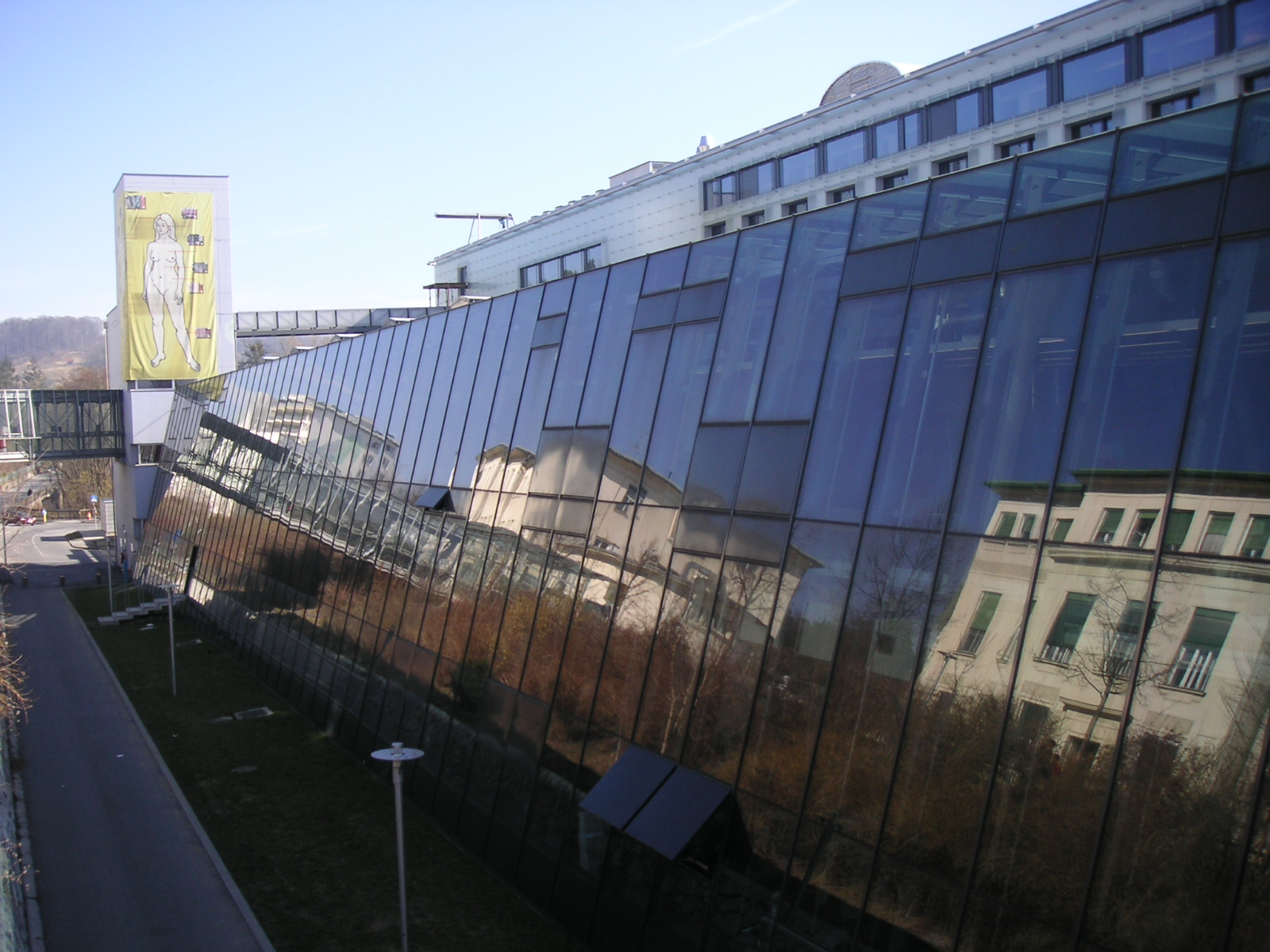
医学研究中心